# Gazzo
Gazzo är en ort och kommun i provinsen Padova i regionen Veneto i Italien. Kommunen hade 4 289 invånare (2018).